# 马哈沙拉堪
馬哈沙拉堪（Maha Sarakham）是泰国東北部（伊善）地區马哈沙拉堪府的首府。於呵叻高原南部的水稻種植區，橫跨赤河。瑪哈沙拉堪位於曼谷東北475公里處，孔敬東南73公里處。
16°10′38″N 103°18′03″E / 16.1772°N 103.3008°E